# Nguyễn Mạnh Dũng (chính khách)
Nguyễn Mạnh Dũng (sinh năm 1973) là một nhà chính trị Việt Nam. Ông từng là Quyền Bí thư Tỉnh ủy Hà Giang.

## Lý lịch và học vấn
Nguyễn Mạnh Dũng sinh ngày 19 tháng 8 năm 1973, quê quán xã Nhân Khang, huyện Lý Nhân, tỉnh Hà Nam.
Ngày vào Đảng Cộng sản Việt Nam: 12 tháng 3 năm 1998. Ngày chính thức: 12 tháng 3 năm 1999.
Trình độ học vấn: 12/12
Trình độ chuyên môn: Thạc sĩ Quản trị kinh doanh, Cử nhân Khoa học ngành Kinh tế, Cử nhân Ngoại ngữ chuyên ngành tiếng Anh.
Lý luận chính trị: Cao cấp

## Sự nghiệp
Từ tháng 10/1994 - 07/1995: Cán bộ Uỷ ban Quốc gia về thanh niên Việt Nam.
Từ tháng 08/1995 - 04/1998: Chuyên viên Ban thanh niên trường học Trung ương Đoàn.
Từ tháng 05/1998 - 06/2001: Thư ký Ban Bí thư Trung ương Đoàn.
Tháng 6/2001: Phó phòng tổng hợp thi đua, Văn phòng Trung ương Đoàn.
Từ tháng 7/2001 - 2/2005: Phó phòng tổng hợp thi đua, Thư ký Bí thư thứ nhất Trung ương Đoàn.
- Tháng 12/2002: Tại Đại hội Đoàn toàn quốc lần thứ VIII được bầu vào Ban chấp hành Trung ương Đoàn.
- Tháng 2/2003: Phó chánh văn phòng Trung ương Đoàn.
- Tháng 12/2003: Tại Đại hội đại biểu toàn quốc Hội Sinh viên Việt Nam lần thứ VII được hiệp thương bầu làm Uỷ viên Ban thư ký Trung ương Hội Sinh viên Việt Nam.
- Từ tháng 3/2005 - 12/2007: Trưởng ban thanh niên trường học Trung ương Đoàn.
- Tháng 8/2005: Hội nghị BCH Trung ương Hội Sinh viên Việt Nam lần thứ tư (khoá VII) hiệp thương bầu làm Phó Chủ tịch Hội Sinh viên Việt Nam và được phân công làm Phó Chủ tịch thường trực Hội Sinh viên Việt Nam
- Tháng 10/2005: Tại Đại hội Đảng bộ cơ quan Trung ương Đoàn lần thứ 20 được bầu vào Ban chấp hành Đảng bộ cơ quan Trung ương Đoàn.
- Tháng 10/2006: Hội nghị BCH Trung ương Đoàn lần thứ 11 (khoá VIII) bầu vào Ban Thường vụ Trung ương Đoàn.

Từ tháng 12/2007 - 12/2011: Tại Đại hội Đoàn toàn quốc lần thứ IX được bầu vào Ban chấp hành Trung ương Đoàn và Hội nghị Ban chấp hành Trung ương Đoàn lần thứ nhất (khoá IX) bầu vào Ban Thường vụ Trung ương Đoàn.
- Tháng 2/2008: Ban Thường vụ Trung ương Đoàn phân công làm Chánh Văn phòng Trung ương Đoàn.
- Tháng 8/2010: Tại Đại hội Đảng bộ cơ quan Trung ương Đoàn lần thứ 21 được bầu vào Ban chấp hành Đảng bộ cơ quan và Ban chấp hành Đảng bộ bầu vào Ban thường vụ Đảng ủy Trung ương Đoàn.

Từ tháng 12/2011 đến 4/2014: Tại Hội nghị BCH Trung ương Đoàn lần thứ 12 (khóa IX) được bầu làm Bí thư Trung ương Đoàn, Ủy viên Ủy ban An toàn giao thông quốc gia (4/2012), Ủy viên Hội đồng quản trị Ngân hàng chính sách xã hội Việt Nam (5/2012).
Ngày 10 tháng 4 năm 2014, Ban Bí thư Trung ương Đoàn đã triển khai quyết định số 739-QĐ/TWĐTN – BTC, về việc phân công ông giữ chức vụ Bí thư Thường trực Ban Chấp hành Trung ương Đoàn khóa X nhiệm kỳ 2012-2017.
Ngày 28 tháng 11 năm 2017, Ban Bí thư Trung ương Đảng phân công luân chuyển ông về công tác tại Tỉnh ủy Hà Giang. Đồng thời, chỉ định ông tham gia Ban Chấp hành, Ban Thường vụ và giữ chức Phó Bí thư Tỉnh ủy Hà Giang, nhiệm kỳ 2015 - 2020.
Từ ngày 05 tháng 11 năm 2019, ông tham gia Lớp bồi dưỡng kiến thức mới cho cán bộ quy hoạch cấp chiến lược khóa XIII của Đảng tại Học viện Chính trị Quốc gia Hồ Chí Minh.
Ngày 16 tháng 10 năm 2020, tại Đại hội đại biểu Đảng bộ tỉnh Hà Giang lần thứ XVII, nhiệm kỳ 2020 - 2025; ông tiếp tục được bầu tái cử giữ chức Phó Bí thư Tỉnh ủy khóa XVII.
Ngày 31 tháng 5 năm 2023, Bộ Chính trị quyết định giao cho ông giữ chức Quyền Bí thư Tỉnh ủy Hà Giang, nhiệm kỳ 2020 - 2025 đến khi kiện toàn chức danh Bí thư Tỉnh ủy.
Ngày 22 tháng 1 năm 2025, Tỉnh ủy Hà Giang tổ chức Hội nghị công bố Quyết định của Bộ Chính trị về công tác cán bộ. Theo đó, Bộ Chính trị quyết định ông thôi tham gia Ban Chấp hành, Ban Thường vụ Tỉnh ủy và thôi giữ chức Quyền Bí thư Tỉnh ủy Hà Giang; điều động về Văn phòng Trung ương Đảng để chờ phân công công tác khác. Điều động ông Hầu A Lềnh tham gia Ban Chấp hành, Ban Thường vụ Tỉnh ủy, giữ chức Bí thư Tỉnh ủy Hà Giang và chỉ định tham gia Đảng ủy Quân khu 2, nhiệm kỳ 2020-2025.

## Kỷ luật
Ngày 4 tháng 4 năm 2025, tại kỳ họp thứ 55, Ủy ban Kiểm tra Trung ương đã kỷ luật và đề nghị kỷ luật nhiều lãnh đạo, cựu lãnh đạo Chính phủ, một số địa phương. Trong thời gian giữ chức vụ Bí thư Ban Chấp hành Trung ương Đoàn Thanh niên cộng sản Hồ Chí Minh, ông đã vi phạm quy định của Đảng, pháp luật của Nhà nước trong thực hiện chức trách, nhiệm vụ được giao, trong phòng, chống tham nhũng, tiêu cực.
Vi phạm quy định những điều đảng viên không được làm và trách nhiệm nêu gương, gây hậu quả nghiêm trọng, làm giảm uy tín của tổ chức đảng và cơ quan, đơn vị công tác, đến mức phải thi hành kỷ luật. Xét nội dung, tính chất, mức độ, hậu quả, nguyên nhân vi phạm; căn cứ quy định của Đảng, UBKT Trung ương quyết định thi hành kỷ luật cảnh cáo.